# 上田市立塩尻小学校
上田市立塩尻小学校（うえだしりつ しおじりしょうがっこう）は、長野県上田市にある公立小学校。旧・上田市地区の小県郡塩尻村全域を学区としている。

## 概要・歴史
上田市立塩尻小学校は1873年、学制頒布の翌年に開校してから現在にいたるまで大掛かりな校名変更を行わずに現在に至っているが開校してから1889年4月1日の市町村制施行による小県郡塩尻村発足までは単に「塩尻学校」だった。
「塩尻学校」は1873年に小県郡上塩尻村・下塩尻村を学区として開校。1886年に上田市立西小学校の前身、「惟明学校」から分離して1875年に開校した「秋和学校」を編入合併して小県郡秋和村も学区に加えた。1889年に3村の合併で小県郡塩尻村が発足すると村立塩尻尋常小学校と改称。1895年には高等科の分置により村立塩尻尋常高等小学校と改称。その名称で20世紀を越した。
1909年に現在地に校舎を建築して移転。1941年の国民学校令で村立塩尻国民学校と改称して終戦。1947年の学制改革により村立塩尻小学校が発足。同時に併設で塩尻中学校が開校する。（以降塩尻小中学校）1954年に小県郡塩尻村が戦後初の編入相手として上田市に合併されると上田市立塩尻小中学校と改称。1959年に上田市立塩尻中学校が上田市立第二中学校に統合されると上田市立塩尻小学校単独となり現在に至る。
学校所在地は上田市の名勝、岩鼻の川東側から少し離れたところにある。

## 略年表
- 1873年 - 「塩尻学校」として開校。小県郡上塩尻・下塩尻の2村を学区とした。
- 1875年 - 小県郡秋和村が「惟明学校」の学区から独立。「秋和学校」開校。
- 1886年 - 「塩尻学校」、「秋和学校」を吸収合併。
- 1889年 - 小県郡塩尻村発足により村立塩尻尋常小学校と改称。
- 1895年 - 小県郡立高等小学校の廃止により高等科分置により村立塩尻尋常高等小学校と改称。
- 1909年 - 現在地に校舎を建築に移転（戦後、改築を重ね1996年に現在の校舎が出揃う）。
- 1941年 - 「国民学校令」発布により村立塩尻国民学校と改称。
- 1947年 - 学制改革の第1弾6・3制実施により村立塩尻小学校・併設中学校（塩尻小中学校）発足。
- 1954年 - 小県郡塩尻村が上田市に合併。上田市立塩尻小中学校と改称。
- 1959年 - 併設中学校が上田市立第二中学校と統合された事により上田市立塩尻小学校と改称。
- 1960年 - 上田市立第二中学校の塩尻校となっていた併設中学校校舎が小学校校舎に当てられ、これにより完全に単独となる。

## 学校所在地
- 〒386-0042　長野県上田市上塩尻219番地